# Seychellaria thomassetii
Seychellaria thomassetii är en enhjärtbladig växtart som beskrevs av William Botting Hemsley. Seychellaria thomassetii ingår i släktet Seychellaria och familjen Triuridaceae. IUCN kategoriserar arten globalt som sårbar. Inga underarter finns listade.